# Lezama (Buenos Aires)
Lezama ist eine Kleinstadt in der Provinz Buenos Aires. Sie ist der Hauptort des gleichnamigen Partidos Lezama und liegt rund 150 km südlich von Buenos Aires entfernt. Sie wurde als Siedlung und Kolonie Manuel J. Cobo (Pueblo y Colonia de Manuel J. Cobo) gegründet.

## Geschichte
1871 legte die Eisenbahngesellschaft Ferrocarril de Sud Pläne für die Verlängerung der Eisenbahnlinie von Chascomús bis nach Dolores vor. Die Grundstücke für einen Bahnhof an der Strecke wurden von José Gregorio de Lezama an die Bahngesellschaft verschenkt, unter der Bedingung, dass der Bahnhof später nach dem Schenker benannt werden sollte. Der Parque Lezama in Buenos Aires geht ebenso auf José Gregorio de Lezama zurück.
Lezama hatte später die Idee eine Siedlung mit seinem Namen um den Bahnhof zu bauen und ließ das Land vermessen. Die Idee wurde aber nicht umgesetzt und nach dem Tod Lezamas wurden die Ländereien von der Witwe verkauft. Einer der späteren Eigentümer von Teilen der Ländereien war Manuel J. Cobo, welcher 1912 Pläne zur Gründung einer Siedlung der Provinz von Buenos Aires vorlegte, die seinen Namen tragen sollte. Dies wurde genehmigt und daraufhin fand eine Versteigerung von Grundstücken und landwirtschaftlichen Flächen für künftige Siedler, um den Bahnhof Lezama herum, statt. Einen Monat später wurde die Stadt von Manuel J. Cobo offiziell gegründet.

## Verkehr
Die Stadt liegt an der Autovía 2, welche Buenos Aires mit Mar del Plata verbindet, ebenso liegt sie an der Bahnstrecke vom Bahnhof Constitución nach Mar del Plata und wird einmal täglich in jede Richtung mit Personenverkehr bedient. Der Bahnhof wurde mit der Eröffnung der Bahnlinie 1874 eingeweiht. Verschiedene Fernbusunternehmen benutzen die Haltestelle an der Autovia 2, in der Nähe des Bahnhofes. Die Ruta Provincial 57 beginnt in Lezama und führt nach Pila.

## Tourismus
Lezama entwickelt sich als Ausgangspunkt für ländlichen Tourismus in der Umgebung. Der Rio Salado und verschiedene Lagunen bieten Möglichkeiten für Angel- und Wassersport in der Nähe.